# Жерсон Маграо
Же́рсон Але́нкар де Лі́ма Жу́ніор (порт. Gérson Alencar de Lima Júnior; 13 червня 1985, Діадема, Бразилія), відоміший як Жерсон Маграо (порт. Gérson Magrão) — бразильський футболіст, півзахисник.

## Клубна кар'єра
Свою професійну кар'єру Жерсон розпочав 2004 року у «Крузейро», а згодом перейшов до голландського «Феєнорда». Після періоду адаптації в команді змінився тренер. Шанс проявити себе гравцю до того часу не дали, а новий тренер побачив, що Маграо не грає, перевів його в другу команду.

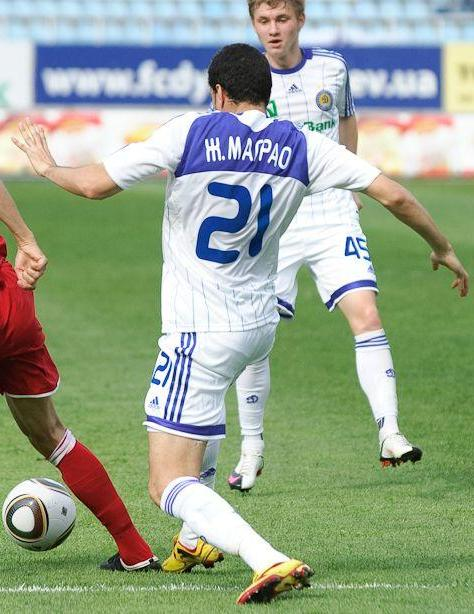
Жерсон Маграо під час виступів за «Динамо». 9 травня 2010 року

Провівши три роки в Нідерландах, зігравши за цей час лише 6 матчів в чемпіонаті країни, Маграо повернувся на батьківщину, де виступав за «Фламенго», «Іпатінгу» та | «Крузейру». Фіналіст Кубка Лібертадорес 2009 року в складі «Крузейро».
5 серпня 2009 року, вдало пройшовши медобстеження, уклав 5-річний контракт із київським «Динамо». Сума трансферу склала 2,5 млн євро. Київське «Динамо» уклало контракт з Маграо в той час, коли головним тренером був Валерій Газзаєв. При ньому Маграо зазвичай виходив на матчі в стартовому складі на позиції лівого захисника. В основному складі «Динамо» (Київ) дебютував 23 серпня 2009 року в виїзному матчі чемпіонату України проти «Ворскли» (1:1). У захисті грав ненадійно, зате показував хорошу техніку, підключаючись до атак. Забив переможний гол «Рубіну» у Лізі чемпіонів. Потім «Динамо» на позицію лівого захисника взяло Горана Попова. Через це тренери «Динамо» намагалися награти Маграо на позиції лівого півзахисника, але там кращим виявився Андрій Ярмоленко..
З осені 2010 року футболіст перестав потрапляти до основної команди і виступав виключно в першості дублерів. Коли наприкінці 2010 року новим головним тренером киян став Юрій Сьомін, він заявив, що цей гравець йому не потрібен і на початку 2012 року контракт гравця з клубом було розірвано.
Протягом сезону 2012 року виступав за «Сантус», де був основним лівим захисником команди.
У січні 2013 року бразильський клуб «Фігейренсе» на своєму офіційному сайті повідомив про підписання контракту з Жерсоном Маграо, проте вже в червні футболіст і клуб вирішили розірвати контракт з обопільної згоди. Причиною розірвання договору стали постійні проблеми Маграо зі здоров'ям, а також висока заробітна плата футболіста.
В липні того ж року втретє вирішив спробувати сили у Європі, підписавши на правах вільного агента однорічний контракт з лісабонським «Спортінгом». Проте знову закріпитись бразильцю не вдалося і Маграо залишив клуб в травні 2014 року, після всього лише одного сезону в «Спортінгу».
30 квітня 2015 року Маграо приєднався до клубу новачка бразильської Серії B КРБ.
Слідом була оренда до «XV листопада» (Пірасікаба), після чого в 2017—18 Жерсон виступав за «Америка Мінейру». У 2019 році грав за клуб «Понте-Прета».

## Досягнення
- Переможець Кубку Гуанабара: 2007
- Чемпіон штату Ріо-де-Жанейро: 2007
- Чемпіон штату Мінас-Жерайс: 2009
- Фіналіст Кубка Лібертадорес: 2009
- Володар Суперкубка України: 2011
- Чемпіон штату Сан-Паулу: 2012
- Переможець Рекопи Південної Америки: 2012
- Чемпіон штату Алагоас: 2015
- Чемпіон Серії B: 2017